# Saint-Paul-de-Fenouillet
Saint-Paul-de-Fenouillet (în catalană Sant Pau de Fenollet) este o comună în departamentul Pyrénées-Orientales din sudul Franței. În 2009 avea o populație de 1.908 de locuitori.

## Evoluția populației
| An        | 1975  | 1982  | 1990  | 1999  | 2006  | 2009  |
| --------- | ----- | ----- | ----- | ----- | ----- | ----- |
| Populație | 2.531 | 2.350 | 2.214 | 1.858 | 1.920 | 1.908 |